# Đocaj
Gjocaj en albanais et Đocaj en serbe latin (en serbe cyrillique : Ђоцај) est une localité du Kosovo située dans le district de Gjakovë/Đakovica (Kosovo) ou de Pejë/Peć (Serbie). Selon le recensement kosovar de 2011, elle compte 567 habitants, tous albanais.
Selon le découpage administratif kosovar, la localité fait partie de la commune/municipalité de Junik/Junik ; selon la Serbie, elle est rattachée à la commune/municipalité de Deçan/Dečani.

## Géographie
Le village est situé à l'ouest du Kosovo dans la région montagneuse du plateau de dukagjin, en albanais (Rrafshi e dukagjinit) qui est en frontière avec l'Albanie. Le village fait partie aussi de la Malsia e Gjakoves qui se situe du mont Jezerces en Albanie jusqu’à la rivière de Ereniku au Kosovo cette région englobe la région de Tropojë, la zone de Nikaj-Mertur et les villages comme Brovinë, Morinë, Shishman, etc. Gjocaj fait partie du district  de Junik, le district de Deqan, le district de Gjakovë et le district  de Pejë.

## Histoire
Les ancêtres des habitants de ce village sont venus d'Albanie du Nord de Nikaj-Mertur, plus précisément De Palçi i Merturit, entre l’an 1800 et 1850. Ils ont été chassés d’une gjakmarja entre deux clan albanais sous la loi du kanun. Les habitants de ce village font partie de la tribu des Berisha, qui en soit forment la tribu des Mertur. Ils vivent avec des coutumes très sévères, comme le kanun de Lekë Dukagjin, un code sacré qui explique comment doivent se comporter les Albanais. Gjocaj fait partie des villages qui ne sont pas tombés aux mains des Turcs pendant la période ottomane, les habitants du village sont musulmans.

## Démographie

### Évolution historique de la population dans la localité
| 1948 | 1953 | 1961 | 1971 | 1981 | 1991 |
| ---- | ---- | ---- | ---- | ---- | ---- |
| 459  | 568  | 549  | 589  | 598  | 368  |

|  |